# El Jícaro (Guatemala)
El Jícaro est une ville du Guatemala dans le département d'El Progreso.